# Instituto Histórico e Geográfico de São João del-Rei
Instituto Histórico e Geográfico de São João del-Rei (IHG-SJDR) foi fundado em 1º de março de 1970. É uma associação civil de direito privado voltada à atividades científicas e culturais, sem fins lucrativos e com sede e foro na cidade de São João del-Rei (MG).
Entre os objetivos do IHG-SJDR está o de reunir esforços na realização de estudos de História, Geografia, Meio Ambiente, Etnografia, Genealogia, Folclore, Artes e ciências correlatas, em âmbito nacional e estadual, do município de São João del-Rei e da região da antiga Comarca do Rio das Mortes.

## Finalidades
- Congregar os esforços daqueles que se interessam pelos estudos da História, Geografia, Meio Ambiente, Etnografia, Genealogia, Folclore, Artes e ciências correlatas, em âmbito nacional, estadual, do município de São João del-Rei e região da antiga Comarca do Rio das Mortes;

- Incentivar, por todos os meios, o cultivo e a divulgação de pesquisas sobre a historiografia das regiões anteriormente descritas, no âmbito dos estudos mencionados no artigo anterior;

- Participar de movimentos e empreendimentos que visem à preservação do patrimônio cultural tangível e intangível de São João del-Rei e região da antiga Comarca do Rio das Mortes;

- Promover cursos, conferências, seminários, mesas-redondas, oficinas, exposições e trabalhos de campo sobre os assuntos de seu interesse;

- Manter entrosamento e intercâmbio com entidades, escolas, instituições públicas, privadas e congêneres, apoiando, aperfeiçoando, estimulando e colaborando mutuamente na promoção dos valores culturais e na defesa do patrimônio, da tradição e das diversas manifestações artísticas;

- Manter biblioteca, mostras, arquivos iconográficos e mapoteca;

- Publicar, a cada mandato da presidência, pelo menos um número de sua Revista.

## Reconhecimento
Considerado de Utilidade Pública (Lei Municipal 1.161 de 15 de junho de 1970) e reconhecido como órgão consultivo do poder público municipal (Lei Municipal 1.558 de 2 de maio de 1977).

## Atividades rotineiras
Reuniões mensais, abertas, realizadas sempre no primeiro domingo de cada mês, às 10 horas, com apresentação de conferências sobre a história e geografia regionais. Disponibilização de seus espaços físicos para cursos, grupos de estudos, conferências, lançamentos de livros, exposições e apresentações musicais. Custódia e exposição permanente de diversas peças e quadros. Visitas acompanhadas de palestras, por integrantes da entidade, a Escolas e outras entidades, sobre diversos aspectos históricos e culturais da região, estado e país. O IHG mantém intercâmbio com pesquisadores e entidades congêneres no Estado, País e exterior.

## Publicações do IHG
O IHG publica periodicamente sua Revista, cujo último exemplar foi o volume XI, em 2005. Alguns integrantes do IHG mantém, periodicamente, por conta própria, publicações periódicas sobre assuntos culturais em jornais, revistas e outros veículos midiáticos.

### Revista
A Revista funciona como uma porta-voz do Instituto, sendo suporte para os debates que ocupam de modo continuado os integrantes e amigos da entidade. Nas suas páginas constam produções variadas, versando sobre temas históricos, biográficos, genealógicos, folclóricos, patrimoniais, artísticos, religiosos, cívicos, filosóficos, dentre outros... 
A intenção dos que escrevem seus artigos nas Revistas dos IHG é sempre divulgar algumas contribuições históricas úteis e acuradas, sobre variados assuntos da terra são-joanense e região, principalmente.  Com a publicação o IHG continua a demonstrar preocupação com a continuidade das suas publicações periódicas, o que vem ocorrendo desde 1973, quando foi editado o primeiro exemplar da sua Revista. 
O objetivo, como sempre, é fazer com que as pesquisas e produções nelas contidas ultrapassem as paredes do sodalício e provoquem nos leitores as tão necessárias reflexões sobre os acontecimentos históricos desta terra. 
Em seus artigos escritos com profundidade, os autores sempre adotam uma postura crítica própria, sem contudo se perderem em irresponsáveis divagações. As revistas do IHG de São João del-Rei, desde o seu primeiro volume, tendem a facilitar para todos a compreensão da história são-joanense, proporcionando uma formidável viagem investigativa ao teor dos fatos, respeitando fontes documentais e a verdade dos episódios que ocorreram nesta terra e se apresentam como testemunhos esclarecedores das nossas muitas dúvidas históricas.
Já está publicado o décimo primeiro volume da Revista do Instituto Histórico e Geográfico de São João del-Rei, publicação relativa ao mandato da presidência 2003/2005.

## Fundadores
- Fábio Nélson Guimarães
- Altivo de Lemos Sette Câmara
- Sebastião de Oliveira Cintra
- Sebastião Raimundo de Paiva
- Carlos de Oliveira Ribeiro Campos
- Luiz de Melo Alvarenga
- Gentil Palhares
- João Batista Lopes de Oliveira
- Astrogildo Assis
- Sílvio de Araújo Padilha
- Antônio Guerra
- Geraldo Guimarães
- João Adalberto de Assis Viegas
- Esaú de Assis Republicano
- Lucila Césari
- Augusto das Chagas Viegas
- Djalma Tarcísio de Assis
- Adenor Simões Coelho
- Onésimo Guimarães
- Tiago Adão Lara

## Sócios

### Categorias
- Efetivos: aqueles que ocuparem as cadeiras estabelecidas no Estatuto;

- Efetivos-Licenciados: aqueles que, por motivo de mudança ou incapacidade de qualquer natureza, ficarem impossibilitados de freqüentarem as reuniões do IHG;

- Correspondentes: em número ilimitado, aqueles que, residindo fora de São João del-Rei, se interessem pelas finalidades do IHG, engrandeçam, prestigiem e dêem projeção à história e à cultura do país, estado e cidade;

- Honorários: em número ilimitado, aqueles que como pessoas de especial merecimento tenham prestado relevantes serviços ao IHG;

- Beneméritos: em número ilimitado, aqueles que contribuírem para a manutenção e ampliação do patrimônio material do IHG.

### Cadeiras
Relação de cadeiras do IHG, com respectivo patrono, atualmente ocupadas pelos sócios efetivos.
1. Tomé Portes del-Rei
2. José Matol
3. José Álvares de Oliveira
4. José Mariano da Conceição Velloso
5. Joaquim José da Silva Xavier
6. Hipólita Jacinta Teixeira de Melo
7. Bárbara Heliodora Guilhermina da Silveira
8. Joaquim José da Natividade
9. Francisco de Lima Cerqueira
10. Aniceto de Sousa Lopes
11. Baptista Caetano d’Almeida
12. José Antônio Rodrigues
13. José Maria Xavier
14. Maria Teresa Baptista Machado
15. André Bello
16. Alexina de Magalhães Pinto
17. Severiano Nunes Cardoso de Rezende
18. Sebastião Sette Câmara
19. Aureliano Pereira Corrêa Pimentel
20. Basílio de Magalhães
21. José Victor Barbosa
22. Lincoln de Souza
23. José Maria Fernandes
24. Augusto das Chagas Viegas
25. Antônio Tirado Lopes
26. Altivo Lemos de Sette Câmara
27. Gentil Palhares
28. Antônio Guerra
29. Luís de Melo Alvarenga
30. Adenor Simões Coelho
31. Matheus Salomé de Oliveira
32. Fábio Nelson Guimarães
33. Geraldo Guimarães
34. Eduardo Canabrava Barreiros
35. Celina Amélia de Resende Viegas
36. José de Alencar Ávila Carvalho
37. Sebastião de Oliveira Cintra
38. João Cavalcante
39. Nhá Chica
40. Antônio Garcia da Cunha